# Вальтер Фрер-Орбан
Губерт Жозеф Вальтер Фрер-Орбан (22 квітня 1812 , Льєж, Валлонія  — 2 січня 1896 , Брюссель ) — бельгійський ліберальний політичний і державний діяч.

## Ранні роки
Народився у місті Льєж, освіту здобував у домашніх умовах, а пізніше навчався у Парижі, після чого мав юридичну практику в рідному місті. Ототожнював свої погляди з ідеями ліберальної партії та позиціював себе як противника католицьких клерикалів.

## Кар'єра
1846 року написав програму, яку було прийнято як статут Ліберальної партії. 1847 року був обраний до бельгійського парламенту і призначений на посаду міністра громадських робіт. Став засновником Національного банку Бельгії, зменшив поштові видатки, скасував податок на газети й виступав за вільну торгівлю.
Його праця La mainmorte et la charité (1854–1857), спрямована проти консерваторів, значно вплинула на позиції партії в країні. В результаті 1857 року ліберали повернулись до влади і Фрер-Орбан став міністром фінансів у кабінеті Шарля Роже, наступником якого і став 1868 року. За два роки католики повернулись до влади, проте з 1878 до 1884 року він ще раз очолював кабінет міністрів. Найважливішим кроком на цій посаді стало розірвання дипломатичних відносин із Ватиканом у 1880 році (були відновлені 1884 року).